# خليج سانتا كاتالينا

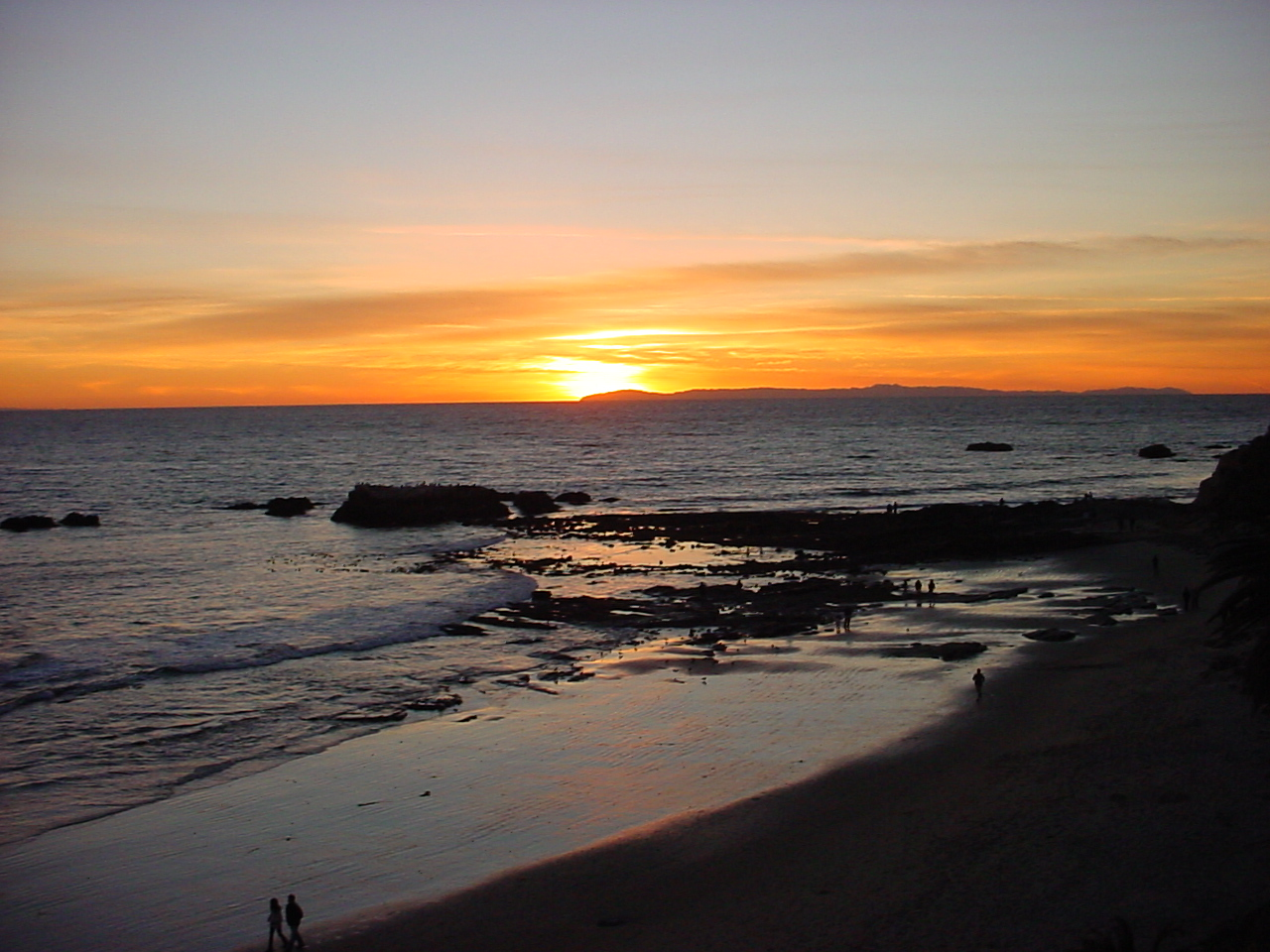
خليج سانتا كاتالينا في لاغونا بيتش وقت الغروب

خليج سانتا كاتالينا (بالإنجليزية: Gulf of Santa Catalina)‏ ويعرف أيضاً بـخليج كاتالينا، وهو خليج في المحيط الهادئ، والذي يقع على الساحل الشرقي من أمريكا الشمالية. يعود الساحل الغربي للخليج إلى ولاية كاليفورنيا التابعة للولايات المتحدة الأمريكية وولاية باها كاليفورنيا التابعة للولايات المتحدة المكسيكية، حيث تعتبر سان دييغو أكبر مدينة تقع على ضفة شاطئها. تشمل جزر الخليج على عدة جزر منها جزيرة سانتا كاتالينا. ويقع الخليج في منطقة نشطة زلزالياً.

## التاريخ
قاد المكتشفون الأوروبيون سفنهم إلى خليج سانتا كاتالينا لأول مرة، عندما أَبحر جواو رودريغيز كابريلو إليها من مدينة بارا دي نافيداد على سفينة السان سلفادور وسفينتين أخرتين في عام 1542 ميلادياً.